# Estinale
L'Estinale est un cours d'eau de Belgique, affluent de l'Aisne faisant partie du bassin versant de la Meuse. Il coule en province de Luxembourg et se jette dans l'Aisne au hameau de Fanzel dans la commune d'Érezée.

## Parcours
Ce ruisseau ardennais est formé par trois ruisseaux prenant source à l'ouest de Grandmenil dans la commune de Manhay. Il s'agit des ruisseaux de Prangeleu (altitude de 515 m), du Trou Gotâ Pirâ et du Loup.
L'Estinale coule vers l'ouest, arrose le hameau de Briscol et passe sous Clerheid et Érezée. Le ruisseau s'oriente alors vers le nord jusqu'à son confluent avec l'Aisne à Fanzel (altitude de 215 m) après un parcours d'une dizaine de kilomètres.